# Kanton Xertigny
Der Kanton Xertigny  war bis 2015 ein französischer Wahlkreis im Arrondissement Épinal, im Département Vosges und in der Region Lothringen; sein Hauptort war Xertigny. Letzter Vertreter im Generalrat des Départements war von 1992 bis 2015 Jackie Pierre (UMP). 

## Lage
Der Kanton lag an der Südgrenze des Départements Vosges. 

Lage des Kantons Xertigny innerhalb des Arrondissements Épinal
Lage des Kantons Xertigny innerhalb des Départements Vosges

## Gemeinden
Der Kanton zählte acht Gemeinden:
| Gemeinde               | Einwohner Jahr | Fläche km² | Bevölkerungsdichte | Code INSEE | Postleitzahl |
| ---------------------- | -------------- | ---------- | ------------------ | ---------- | ------------ |
| Charmois-l’Orgueilleux | 597 (2013)     | 35,92      | 17 Einw./km²       | 88092      | 88270        |
| La Chapelle-aux-Bois   | 670 (2013)     | 30,65      | 22 Einw./km²       | 88088      | 88240        |
| Le Clerjus             | 571 (2013)     | 32,93      | 17 Einw./km²       | 88108      | 88240        |
| Dounoux                | 871 (2013)     | 9,23       | 94 Einw./km²       | 88157      | 88220        |
| Hadol                  | 2.351 (2013)   | 49,05      | 48 Einw./km²       | 88225      | 88220        |
| Uriménil               | 1.355 (2013)   | 15,62      | 87 Einw./km²       | 88481      | 88220        |
| Uzemain                | 1.142 (2013)   | 27,30      | 42 Einw./km²       | 88484      | 88220        |
| Xertigny               | 2.697 (2013)   | 50,25      | 54 Einw./km²       | 88530      | 88220        |

## Bevölkerungsentwicklung
| 1962  | 1968  | 1975  | 1982   | 1990   | 1999  | 2006   | 2012   |
| ----- | ----- | ----- | ------ | ------ | ----- | ------ | ------ |
| 9.652 | 9.311 | 9.318 | 10.269 | 10.231 | 9.953 | 10.072 | 10.276 |